# پانکا (آرکانزاس)
پانکا (به انگلیسی: Ponca) یک منطقهٔ مسکونی در ایالات متحده آمریکا است که در شهرستان نیوتون، آرکانزاس واقع شده‌است. پانکا ۱۱۷ نفر جمعیت دارد و ۳۲۷٫۰۵ متر بالاتر از سطح دریا واقع شده‌است.